# Ерыкалов, Николай Сергеевич
Никола́й Серге́евич Ерыка́лов (15 февраля 1941, Москва — 10 октября 1982, там же) — советский художник-постановщик.

## Биография
Родился 15 февраля 1941 в Москве.
Окончил Московский академический художественный лицей и Московский государственный университет печати.
С 1962 работал на киностудии «Союзмультфильм» сначала художником-прорисовщиком, ассистентом художника-постановщика, затем — художником-постановщиком.
Погиб 10 октября 1982 года. Похоронен на Митинском кладбище.

## Фильмография
Художник-постановщик
- 1971 — «Сердце» (режиссёр Борис Степанцев)
- 1973 — «Щелкунчик» (режиссёр Борис Степанцев)
- 1974 — «Живой пример» (режиссёр Владимир Самсонов)
- 1974 — «Шутник» (режиссёр Владимир Самсонов)
- 1975 — «Уроки наших предков» (режиссёр Иван Давыдов)
- 1975 — «Как верблюжонок и ослик в школу ходили» (режиссёр Леонид Шварцман)
- 1976 — «О том, как гном покинул дом» (режиссёр Владимир Попов)
- 1977 — «Бобик в гостях у Барбоса» (режиссёр Владимир Попов)
- 1978 — «Трое из Простоквашино» (режиссёр Владимир Попов)
- 1979 — «Кто получит приз?» (режиссёр Вячеслав Котёночкин)
- 1980 — «Лебеди Непрядвы» (режиссёр Роман Давыдов)
- 1981 — «Пёс в сапогах» (режиссёр Ефим Гамбург)
- 1982 — «Старая пластинка» (режиссёр Вячеслав Котёночкин)
- 1982 — «Сын камня» (режиссёр Роман Давыдов)

#### Ассистент
- 1965 — «Здравствуй, атом!» (режиссёр Лев Мильчин)
- 1966 — «Главный Звёздный» (режиссёр Роман Давыдов)
- 1968 — «Светлячок № 8» (режиссёр Лев Мильчин)
- 1968 — «Чуня» (режиссёр Юрий Прытков)

#### Художник
- 1968 — Малыш и Карлсон (реж. Борис Степанцев)
- 1979 — Пациент с бутылкой (реж. Борис Бутаков)

### Сюжеты из киножурнала «Фитиль»
Художник
- 1967 — «Эврика» (№ 67) (режиссёр Иван Аксенчук)
- 1974 — «Важное лицо» (№ 140) (режиссёр Владимир Самсонов)
- 1978 — «Надёжная деталь» (№ 188) (режиссёр Владимир Попов)
- 1978 — «Обыкновенное чудо» (№ 196) (режиссёр Владимир Попов)